# NBCUniversal
NBCUniversal Media, LLC (formalmente NBC Universal, nota anche con le abbreviazioni NBCUni o NBCU) è una delle principali aziende mondiali operanti nel settore mediatico, producendo prodotti legati all'intrattenimento e all'informazione commercializzati in tutto il mondo. La sede principale è situata al 30 Rockefeller Plaza di New York.
Possiede e gestisce canali televisivi di informazione e intrattenimento, una major cinematografica, varie produzioni televisive, un gruppo di stazioni radiotelevisive e numerosi parchi tematici.

## Storia
La NBC Universal nasce ufficialmente il 2 agosto 2004 attraverso una joint-venture effettuata dalle società General Electric e Vivendi, che prevede la fusione tra le rispettive società di proprietà: la NBC e la Universal Studios. Le storie della NBC, nata nel 1926 come emittente radiofonica, e della Universal Studios, nata nel 1912, sono separate, ma in realtà tra esse c'era una partnership di lunga data risalente a prima del 1950, in quanto la Universal produceva molti programmi televisivi per la NBC.
Mentre da un lato nel corso degli anni la Universal diventa una delle maggiori case cinematografiche mondiali, grazie a produzioni di film di successo, la NBC si afferma tra le imprese televisive principali degli Stati Uniti. Nel 1953 è la prima ad avviare le sperimentazioni per la trasmissione televisiva a colori, e dal 1980 inizia una strategia di espansione e diversificazione, creando nuove reti televisive da affiancare alla principale NBC. Tra i primi canali ad essere lanciati ci sono CNBC, America's Talking, American Movie Classics e Court Tv, che trasmettono via cavo.
Nel 1995 inoltre, la NBC sviluppa NBC Desktop Video, un servizio di notizie finanziarie, e l'anno successivo viene raggiunto un accordo con la Microsoft per creare il nuovo canale all-news MSNBC. Dal 1997 viene realizzata una partnership con la Dow Jones Company: entrambe le società uniscono i loro canali di notizie finanziarie disponibili al di fuori degli Stati Uniti, facendo nascere nuove reti internazionali, tra cui NBC Europe, CNBC Europe, NBC Asia, CNBC Asia, NBC Africa, e CNBC Africa. Così la NBC diventa impresa multinazionale. Continuando la politica di espansione, nel 2002 acquista l'emittente spagnola Telemundo e il canale via cavo Bravo.

Logo della NBC Universal utilizzato dall'11 maggio 2004 al 27 gennaio 2011

Nel 2003 la Vivendi, società proprietaria della Universal Studios, sta attraversando una grave crisi finanziaria, così decice di cedere la propria casa cinematografica, realizzando un accordo con la General Electric, già proprietaria della NBC. In base a tale accordo le società NBC e Universal Studios si uniranno nella NBC Universal, la cui proprietà resta della Vivendi solo per il 20%, mentre il rimanente 80% va alla General Electric. L'accordo diventa operativo nel maggio 2004. Con la NBC Universal, nasce anche la divisione NBC Universal Cable, per gestire i canali via cavo della NBC.
Nel 2005 la NBC Universal aderisce all'HANA (High Definition Audio-Video Network Alliance) e annuncia una partnership con la Apple per offrire i programmi dei canali del gruppo su iTunes. Nel 2007 la NBC Universal Television Studio diventa Universal Media Studios e la NBC Universal acquista la società Sparrowhawk Media Group, trasformandola nella NBC Universal Global Networks, destinata a gestire i canali trasmessi all'estero. Dalla seconda metà del 2009 tale divisione subisce un rebranding, cambiando anche nome in Universal Networks International. Nell'estate del 2008 nasce la prima filiale nel Regno Unito con l'acquisizione della società di produzione televisiva britannica Carnival Films. Il 12 novembre dello stesso anno viene annunciato anche l'acquisto dell'80,1% della società giapponese Geneon Entertainment.
Il 26 gennaio 2011 la Vivendi cede la sua quota alla General Electric, che a sua volta ha ceduto il 51% delle quote societarie alla Comcast nei giorni immediatamente successivi. L'acquisizione dalla Comcast viene completata il 28 gennaio 2011. L'operazione è costata alla Comcast, azienda leader negli Stati Uniti nella televisione via cavo, complessivamente 7,25 miliardi di dollari. Dopo il cambio di proprietà, l'azienda cambia logo (abbandonando il classico pavone della NBC e la silhouette del globo della Universal, ed eliminando anche lo spazio tra le due parole che formavano il nome ufficiale), passando così da "NBC Universal" a "NBCUniversal". Dal 12 settembre 2011 la Universal Media Studios torna a chiamarsi Universal Television.

## Divisioni

### NBC Universal Television Group
Comprende le sotto-divisioni:
- NBC Television Network: gestisce il network nazionale NBC e le sue oltre 200 reti affiliate.
- NBC Local Media Division: gestisce le emittenti radiotelevisivi locali di proprietà della NBC Universal: NBC New York (WNBC), NBC Los Angeles (KNBC), NBC Chicago (WMAQ), NBC Philadelphia (WCAU), NBC Bay Area (KNTV), NBC Dallas/Fort Worth (KXAS), NBC Washington (WRC), NBC Miami (WTVJ), NBC San Diego (KNSD), NBC Connecticut (WVI).
- Telemundo Network & Stations: gestisce il canale Telemundo, che trasmette in lingua spagnola, e le sue 45 reti affiliate.
- NBC Entertainment: si occupa della gestione e della programmazione dei programmi d'intrattenimento della NBC e dei suoi affiliati.
- NBC News: gestisce tutti i canali di informazione della NBC Universal, sia televisivi che radiofonici, compresi i canali via internet che cellulare.
- NBC Sports & Olympics: gestisce i programmi sportivi dei canali della NBC Universal.
- NBC Universal TV Networks Distribution: si occupa della gestione e della programmazione dei canali via cavo della NBC Universal: A&E Television Networks, Bravo, Chiller, Cloo, CNBC, CNBC World, Comcast Sports, E!, ExerciseTV, G4, Golf Channel, MSNBC, mun2, Oxygen, ShopNBC, Universal Kids, Esquire Network, Syfy, Olympic Channel, USA Network, VERSUS, The Weather Channel.
- International Channels: gestisce dei canali internazionali CNBC disponibili in Europa, Africa e Medio Oriente.
- Universal Networks International: gestisce i canali televisivi della NBC Universal disponibili fuori dagli Stati Uniti d'America. Sono essenzialmente cinque canali disponibili in varie parti del mondo, anche in Italia: Syfy Universal, DIVA Universal, Studio Universal, Universal Channel e 13th Street Universal.
- Universal Television: produce programmi televisivi per la NBC. Sono esempi le serie tv 30 Rock, Law & Order, Heroes, Chuck e i programmi America's Got Talent, The Tonight Show con Jay Leno, Late Night, Last Call e Saturday Night Live.
- Universal Cable Productions: produce i programmi televisivi destinati alla diffusione attraverso i canali via cavo. Sono un esempio: Royal Pains, Warehouse 13, Law & Order: Criminal Intent, Monk, Psych, In Plain Sight e Battlestar Galactica.
- NBC Universal Domestic Television Distribution: commercializza tutti i programmi televisivi prodotti dalla NBC Universal negli Stati Uniti e in Canada.
- NBC Universal International Television Distribution: commercializza tutti i programmi televisivi prodotti dalla NBC Universal nel resto del mondo.

### Film
Comprende le sotto-divisioni:
- Universal Pictures: si occupa delle produzioni cinematografiche.
- Focus Features: commercializza i film dei cosiddetti "registi emergenti".
- Universal Studios Home Entertainment: commercializza e distribuzione i prodotti cinematografici nei cinema e nel mercato home video.

### Digital Media
Si occupa della gestione dei siti web:
- DailyCandy.com: sito di una rivista di stile e moda.
- Fandango.com: sito dedicato alla distribuzione cinematografica.
- iVillage.com: una community interattiva.
- NBC.com: il sito ufficiale della NBC.
- CNBC.com: il sito ufficiale del canale CNBC.

In passato si occupava anche della gestione del sito di intrattenimento Hulu, poi passato interamente a Disney.

### Parks & Resorts
Si occupa della gestione dei parchi tematici degli Universal Studios.

## Azionisti
Formata nel maggio del 2004 attraverso una joint venture tra General Electric e Vivendi Universal Entertainment, fino al 2011 la società era controllata per l'80% dalla General Electric, mentre la Vivendi era proprietaria del restante 20%; nel gennaio di quell'anno la Vivendi ha venduto l'intera sua quota alla General Electric, che ha poi a sua volta ceduto nello stesso mese il 51% del pacchetto azionario alla Comcast. Nel marzo del 2013, la Comcast ha acquisito anche il restante 49%; in tal modo, NBCUniversal è diventata a tutti gli effetti una sua sussidiaria.